# 1959 na arte

## Eventos
- 3 de Janeiro - O Museu de Arte de Ponce abre as portas ao público.
- Março - Formação do Grupo Neoconcreto.
- Maurício de Sousa, repórter policial que tinha como hobby ser desenhista cria o Bidu e o Franjinha um dos mais velhos da Turma da Mônica.

## Nascimentos
| Data         | Nome         | Profissão | Nacionalidade | Observações | Ref |
| ------------ | ------------ | --------- | ------------- | ----------- | --- |
| 6 de Outubro | Ivo Silva    | pintor    | Portugal      |             |     |
| ??           | Paiva Raposo | pintor    | Portugal      |             |     |
| ??           | Peter Doig   | pintor    | Escócia       |             |     |

## Mortes
| Data           | Nome               | Profissão                                   | Nacionalidade                              | Observações | Ref |
| -------------- | ------------------ | ------------------------------------------- | ------------------------------------------ | ----------- | --- |
| 12 de Janeiro  | Edvard Eriksen     | escultor                                    | Dinamarca                                  | n 1876      |     |
| 22 de novembro | Diogo de Macedo    | escultor, museólogo e escritor              | Reino Unido de Portugal, Brasil e Algarves | n 1889      |     |
| 10 de Março    | Adolfo Fonzari     | pintor                                      | Brasil                                     | n. 1880     |     |
| 9 de Abril     | Frank Lloyd Wright | arquitecto                                  | Estados Unidos                             | n. 1867     |     |
| 21 de Maio     | Gaetano De Gennaro | pintor                                      | Itália                                     | n. 1890     |     |
| 6 de Julho     | Georg Grosz        | pintor e desenhista                         | Alemanha                                   | n. 1893     |     |
| 19 de Agosto   | Jacob Epstein      | escultor                                    | Inglaterra                                 | n. 1880     |     |
| 6 de Novembro  | Ivan Leonidov      | arquitecto, urbanista, pintor e professor   | União Soviética                            | n. 1902     |     |
| ??             | Paulo Rossi Osir   | pintor, desenhista, arquitecto e industrial | Brasil                                     | n. 1890     |     |